# ألبرت دان
ألبرت دان (بالإنجليزية: Albert Dunn)‏ هو سياسي بريطاني وبريطاني (وحمل سابقاً جنسية المملكة المتحدة لبريطانيا العظمى وأيرلندا)، ولد في 13 فبراير 1864، وتوفي في 2 مايو 1937. حزبياً، نشط في الحزب الليبرالي. وقد في الانتخابات العامة في المملكة المتحدة 1906 ‏، انتخب عضو برلمان المملكة المتحدة الـ28 عن دائرة Camborne (UK Parliament constituency) ‏ (12 يناير 1906 – 10 يناير 1910) وفي الانتخابات العمومية البريطانية في يناير 1910 ‏، انتخب عضو برلمان المملكة المتحدة الـ29 عن دائرة Camborne (UK Parliament constituency) ‏ (15 يناير 1910 – 28 نوفمبر 1910).